# 크바르켄

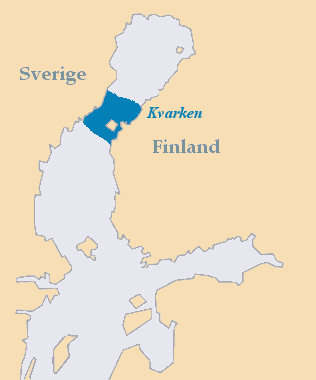
크바르켄의 위치

크바르켄(스웨덴어: Kvarken, 핀란드어: Merenkurkku)는 보트니아만의 좁은 지역으로, 보트니아만이 북쪽에 있다. 크바르켄의 수심은 약 25미터(82피트)이다. 이 지역은 또한 연간 약 10mm(0.39인치)의 토지 상승률을 보이는 특이한 지역이다.